# Vigevano
Vigevano (pronúncia Vigévano) é uma comuna italiana da região da Lombardia, província de Pavia, com cerca de 54.672 habitantes. Estende-se por uma área de 82 km², tendo uma densidade populacional de 667 hab/km². Faz fronteira com Abbiategrasso (MI), Bereguardo, Besate (MI), Borgo San Siro, Cassolnovo, Cilavegna, Gambolò, Gravellona Lomellina, Morimondo (MI), Mortara, Motta Visconti (MI), Parona.

## Pessoas notáveis
- Carolina Stramare, (1999) Miss Itália 2019

## Demografia
| Variação demográfica do município entre 1861 e 2011                               |
|                                                                                   |
| Fonte: Istituto Nazionale di Statistica (ISTAT) - Elaboração gráfica da Wikipedia |